# Ibar
Ibar je rijeka u južnom dijelu Srbije, istočnom dijelu Crne Gore i sjevernom djelu Kosova, ukupne dužine 276 km. Izvire na sjeveru Crne Gore, u gradu Rožajama na planini Hajla i teče istočno do Kosovske Mitrovice na Kosovu (gdje dijeli sjeverni i južni dio grada), odakle se okreće na sjever da bi se kod Kraljeva ulila u Zapadnu Moravu

## Galerija
- Obala Ibra u Kraljevu

## Ostali projekti
|  | Zajednički poslužitelj ima još gradiva o temi Ibar |